# Jack Kirby
Jack Kirby, född Jacob Kurtzberg den 28 augusti 1917 i New York i New York, död 6 februari 1994 i Thousand Oaks i Kalifornien, var en amerikansk serietecknare.
Han samarbetade med Joe Simon och skapade 1941 seriehjälten Captain America. Tillsammans med Stan Lee skapade Jack Kirby serier som Fantastic Four 1961 och 1962 Hulk och Thor, samt 1963 de ursprungliga X-Men, och lade grunden till Marvel-universumet. Han arbetade även på DC Comics, där han skapade karaktärer såsom Darkseid. Han tecknade även serieadaptioner av filmerna År 2001 – ett rymdäventyr och Det svarta hålet.
1986 släpptes serietidningsnumret "Donatello #1" av Eastman and Laird's Teenage Mutant Ninja Turtles, där en figur baserad på Jack Kirby medverkar. Berättelsen heter "Kirby and the Warp Crystal", och innehåller även figurer från serien New Gods. 2003 års Teenage Mutant Ninja Turtles blev denna ett TV-avsnitt "The King". Berättelsen har också givits ut som seriealbum på svenska under namnet "Den magiska kristallen", och utspelar sig då antingen i 1987 års tolkning av Turtles eller Archieserierna (Donatello har lila bandana).